# Abba Goold Woolson

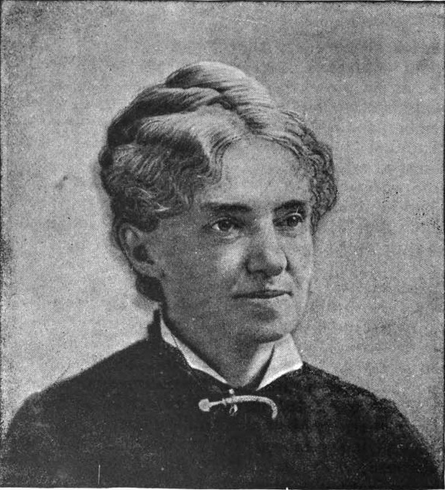
'Abba Louisa Goold Woolson

Abba Louisa Goold Woolson (* 30. April 1838 in Windham, Maine, Vereinigte Staaten; † 6. Februar 1921 in Portland) war eine US-amerikanische Schriftstellerin. Woolson veröffentlichte mehrere Bücher, darunter: Women in American Society (1873); Dress Reform (1874); Browsing Among Books (1881); und George Eliot and Her Heroines (1887). Sie sprach sich für Reformkleidung aus.

## Leben

### Kindheit und Jugend

#### Familie
Abba Louisa Goold war das zweite Kind einer siebenköpfigen Familie. Sie wurde auf dem alten Familiensitz in Windham, 16 km von Maine entfernt, geboren. Ihr Vater, William Goold, war Lokalpolitiker und -historiker. William war jahrelang  aktives Mitglied und korrespondierender Sekretär der Maine Historical Society. Er war Autor verschiedener Studien und des detaillierten Buches Portland in the Past, veröffentlicht 1886. Zwei Jahre war er als den Kongresswahlbezirkes Portland in der  State Legislature als Senator tätig bereits zwei vorhergegangene Jahre war er Mitglied Repräsentantenhauses des Staates.
Abbas Familie war in Windham seit vier Generationen ansässig; Ihr Urgroßvater, Benjamin Goold wlente in Kittery, Maine, wohin er 1774 aus Portland (damals Falmouth) zog. Hier arbeitete als Stadtkämmerer; sein Sohn Nathan war Friedensrichter und repräsentierte die Stadt in der State Legislature von Massachusetts; Er kämpfte im Britisch-Amerikanischen Krieg. Ihre Familie besaß eine private Begräbnisstätte, in welcher mehrere Generationen der Goolds begraben liegen.

#### Schulbildung
Sie  besuchte mehrere öffentlichen Schulen Portlands, wobei sie in Französisch und Latein besonders gutwar. Sie absolvierte die Girls' High School 1856 als Jahrgangsbeste.

### Karriere

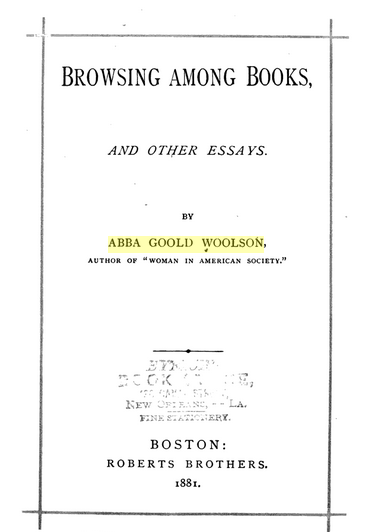
Browsing Among Books: And Other Essays von Abba Goold Woolson

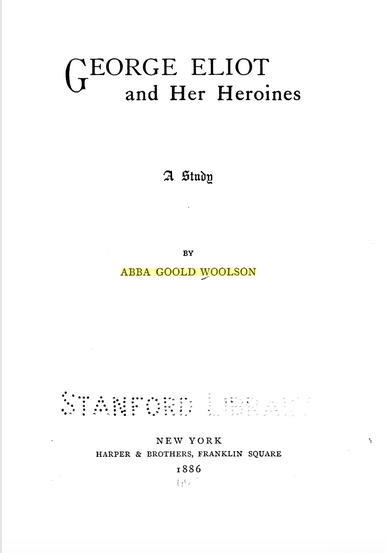
George Eliot and Her Heroines: A Study

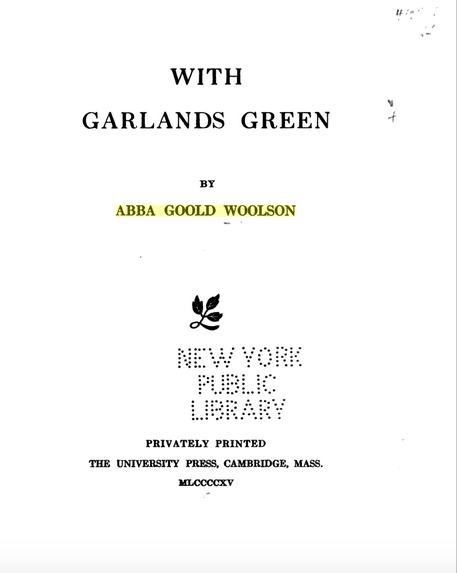
With garlands green

1856 heiratete sie den langjährigen Schulleiter ihrer High School, Moses Woolson. 1862 wurde er zum Schulleiter der Woodward High School in Cincinnati, Ohio berufen. Woolson lebte dort bis 1865, als er am Ende des Amerikanischen Bürgerkriegs, aufgefordert wurde, Schulleiter in seiner Heimatstadt Concord, New Hampshire zu werden. Als Paar kehrten sie nach New England zurück. 1868 zog sie ein Lehramtsangebot an einer High School nach Boston, wo sie ca. sechs Jahre lebten, bis sie 1873 nach Concord zurückkehrten. Sie lebten 13 Jahre in Concord (Massachusetts) und dann, ab Oktober 1887, wieder in Boston.
Eine kurze Zeit lang lehrte Abba ihre Lieblingsfächer, manchmal schauspielerte sie für einige Monate. In Cincinnati lehrte sie als Professorin Belletristik am Mount Auburn Young Ladies' Institute. Sie arbeitete außerdem als Schulleiterin in Haverhill, Massachusetts und als Assistentin an der Concord High School, wo sie mit ihrem Ehemann für eine Zeitlang Latein sowie höhere Mathematik lehrte. Ihre Zeit widmete sie hauptsächlich Vorlesungen, in denen sie über „Englische Literatur im Zusammenhang mit der englischen Geschichte“, über die historischen Stücke von Shakespeare und über Fragen der spanischen Geschichte vor verschiedenen literarischen Gesellschaften referierte.
1871 interviewte sie im Auftrag des The Boston Journal Brigham Young in Utah. Sie schrieb auch einen Aufsatz für das Journal: „The Present Aspect of the Byron Case“. Bald darauf begann sie, ihre Arbeiten in Büchern zu veröffentlichen. 1874 gab sie sie „Dress as It Affects the Health of Women“ heraus. Dieses Werk war ein Teil der Serie „Dress-Reform“, welche von Physikerinnen aus Boston geschrieben wurde.
Woolson veröffentlichte mehrere andere Werke, darunter: „Women in American Society“ (1873); "Browsing Among Books " (1881); and "George Eliot and Her Heroines " (1887).
Sie war auch Dichterin.  Als Portland 1886 sein hundertjähriges Bestehen feierte, wurde Abba einstimmig ausgewählt, um die Position des Dichters zu besetzen. Sie las bei dieser Gelegenheit eine lange Ode. In Concord rezitierte sie bei der Eröffnungszeremonie des Board of Trade Building, der Kapelle der Second Congregational Society und der Eröffnung des Fowler Literary Buildings Gedichte.

### Privatleben
In Boston war Woolson Mitglied mehrerer literarischer und gemeinnütziger Organisationen. Sie war besonders im  Castilian Club, sessen Präsidentin sie war, aktiv. 1883 und 1884 unternahm sie eine 13 Monate lange Europareise. Sie besuchte unter anderem einen Sommer lang Irland, Wales, Schottland und England, aber auch  Österreich, Ungarn, Süditalien, Spanien und Marokko. Vorher reiste sie auch an die Pazifikküste der USA und ins Yosemite Valley.
Sie starb 1921 im Alter von 82 Jahren.

## Werke (Auswahl)
- 1873, Woman in American society
- 1874, Dress-reform ; a series of lectures delivered in Boston, on dress as it affects the health of women
- 188?, The kindergarten, what is it?
- 1881, Browsing among books, and other essays
- 1886, George Eliot and Her Heroines
- 1886, Centennial poem. Delivered at Portland, July 6, 1886
- 1889, Exercises at the dedication of the Fowler Library Building, Concord, New Hampshire, October 18, 1888
- 1915, With garlands green

### Bibliographie
Es wurden Texte aus den public-domain-Büchern [2] und [3] in der englischen Wikipedia-Fassung übernommen.
| Personendaten    | Personendaten                                   |
| ---------------- | ----------------------------------------------- |
| NAME             | Goold Woolson, Abba                             |
| ALTERNATIVNAMEN  | Goold Woolson, Abba Louisa (vollständiger Name) |
| KURZBESCHREIBUNG | US-amerikanische Schriftstellerin               |
| GEBURTSDATUM     | 30. April 1838                                  |
| GEBURTSORT       | Windham, Maine, Vereinigte Staaten              |
| STERBEDATUM      | 6. Februar 1921                                 |
| STERBEORT        | Portland                                        |